# Puddletown
Puddletown ist ein Dorf in der Unitary Authority Dorset in England. Das Dorf liegt ungefähr 7 km (4,5 mi) nordöstlich der Stadt Dorchester und erhält vom River Piddle, an dessen Ufern es steht, seinen Namen. Früher wurde es auch als Piddletown bezeichnet, allerdings ist dieser Name nicht mehr in Gebrauch, denn „piddle“ bedeutet nämlich auch „pinkeln“. Die Bezeichnung Puddletown wurde in den späten 1950ern offiziell festgeschrieben. Das Gemeindegebiet umfasst 7185 Acre (2908 ha) und erstreckt sich bis an den River Frome im Süden. 2013 hatte der Ort geschätzte 1450 Einwohner.
Die Pfarrkirche von Puddletown ist architektonisch interessant aufgrund ihrer Innenausstattung und der Grabmale. Sie hat ein Taufbecken aus dem 12. Jahrhundert und gut erhaltene Holzarbeiten, unter anderem „box pews“ (Kisten-Kirchenbänke) aus dem 17. Jahrhundert. Thomas Hardy interessierte sich für die Geschichte der Kirche und das Dorf bot ihm die Inspiration für das erfundene Dorf Weatherbury in seinem Roman Far from the Madding Crowd; Weatherbury Farm, das Heim der Hauptcharakterin Bathsheba Everdene, ist nach einem Manor House (Herrenhaus) im Ort gestaltet.
Zum Puddletown Hundred gehörten die Ortschaften Athelhampton, Burleston, Milborne St Andrew, Puddletown, Tincleton und Tolpuddle.

## Name
Der Name Puddletown bedeutet „Hofstelle am Fluss Piddle“ (farmstead on the River Piddle). Es kommt vom altenglischen pidele, einem Flussnamen mit der Bedeutung „Sumpf“ oder „Marsch“ und tūn, „Hofstelle“. Entlang des Flusses gibt es eine ganze Reihe von Siedlungen, die ihren Namen ähnlich bilden. Am Oberlauf des Flusses liegen Piddletrenthide und Piddlehinton, die die ursprüngliche Lautung beibehalten haben, während flussabwärts Puddletown, Tolpuddle, Affpuddle, Briantspuddle und Turners Puddle die Lautung „puddle“ benutzen. Beide Formen wurden im Laufe der Zeit für Puddletown verwendet. Im Domesday Book (1086) wurde der Ort als Pitretone eingezeichnet und 1212 begegnet die Schreibung Pideleton. John Speed benutzte die Schreibung „Puddletown“ für seine Karte von 1610. 1848 verwendete Samuel Lewis wieder „Piddletown“ in seinem A Topographical Dictionary of England. 1906 verwendete Sir Frederick Treves Puddletown in Highways & Byways in Dorset und beschrieb den Ort als „the Town on the River Puddle“ und einen „seltsam benannten Ort“ (curiously named place). 1946 tauchte der Name Piddletown wieder auf den Wahllisten auf. Eine Erklärung für die Vorliebe für Puddletown gegenüber Piddletown ist, dass Major-General Charles William Thompson, der in Ilsington Lodge wohnte, nachdem er aus dem Zweiten Weltkrieg zurückgekehrt war, die „puddle“-Variante forcierte, da „piddle“ in Armeekreisen eine derogative Bedeutung hatte. Der Radiomoderator und Schriftsteller Ralph Wightman (1901–1971), ein Einheimischer des Piddle Valley, führte die Namensvariante auf das „refinement“ der Viktorianischen Ära zurück. Er erinnert sich, dass in seiner Jugendzeit alte Tanten auch Piddletrenthide nur als „Trenthide“ ansprachen. Roland Gant in Dorset Villages legte ausführlich dar, dass in viktorianischer Zeit „puddle“ an Stelle von „piddle“ benutzt wurde, weil dies ein „Euphemismus für Pisse“ (became a euphemism for 'piss') geworden war. „Puddletown“ wurde erst in den 1950ern offiziell festgeschrieben, als, laut Wightman, „eine lange Debatte des County Council zum feierlichen Beschluss kam, dass Piddletown Puddletown werden solle.“
Die anderen Flüsse im Parish tragen Namen keltischen Ursprungs: der Frome, an der Südgrenze des Parishs, hat die Bedeutung „schön, fein, klar“ und der Devil’s Brook an der Nordost-Grenze hat die Bedeutung „dunkler Strom“.

## Geographie

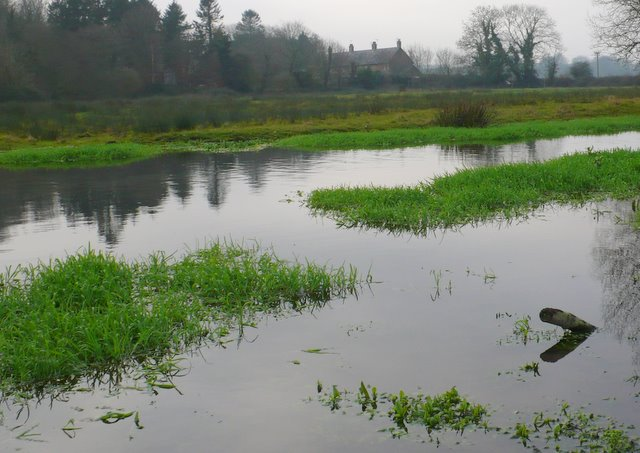
Alte Wiesenbewässerung am River Piddle nordwestlich von Puddletown bei Druce Farm.

Puddletown Civil Parish erstreckt sich zwischen der Flussaue and Flutwiesen am River Frome im Süden der Wasserscheide im Kreidegebiet von Puddletown Down. Es erstreckt sich über 2908 ha (7185 acre) und wird vom River Piddle in zwei Hälften geteilt. Der Fluss durchzieht das Parish von West nach Ost. Entfernungen in Luftlinie von Puddletown Village nach Dorchester im Nordosten sind 7,2 km, nach Poole im Westen sind 26 km und nach Blandford Forum im Südwesten sind 18 km.
Das Grundgestein des Gebiets besteht aus Kreide der Epochen Santonium und Campanium und dem Eozän der Paläogen-Periode. Stellenweise gibt es jüngere Ablagerungen aus dem Quartär: Auf Flussterrassen und Head-Lagerstätten findet sich ein Ton-Feuerstein-Gemisch und Alluvialboden. In Puddletown Heath (heute hauptsächlich Puddletown Forest) finden sich mehr als 370 Erdfälle (solution hollows / sinkhole) – die größte Ansammlung solcher Löcher in den Heidegebieten der Umgebung.
Der River Frome, der die südliche Grenze des Parish bildet, wurde von Natural England zur Site of Special Scientific Interest ernannt. Südwestlich des Dorfes und beinahe komplett auf dem Gebiet des Parish liegt der Puddletown Forest, der 301 ha (740 acre) bedeckt und von der Forestry Commission verwaltet wird. Der Wald liegt am Rand des Dorset Heaths Natural Area und wird teilweise wieder in Heideland umgewandelt; die Pflanzengesellschaft der Heide besteht aus Calluna, Ulex gallii (Stechginster), Ulex minor und Heidelbeere (bilberry); zu den besonderen Tierarten gehören die seltene Schlingnatter (smooth snake) und Zauneidechsen (sand lizard). Nahe an Puddletown Forest liegen Yellowham Wood und Ilsington Wood, die als Ancient Woodland (vor 1600) ausgewiesen sind.

## Geschichte

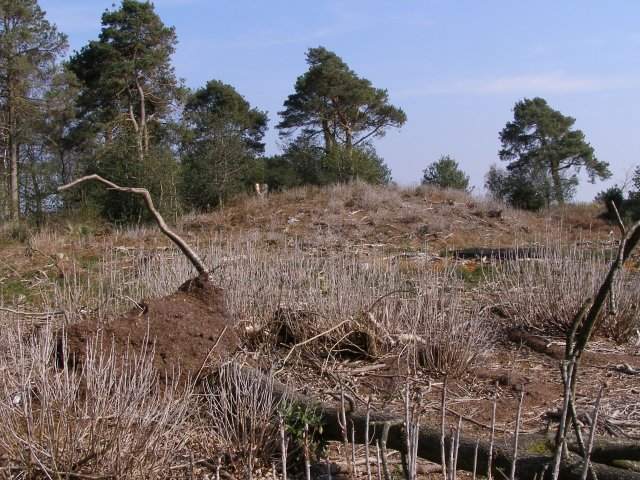
Einer der prähistorischen 'Rainbarrows’ in Duddle Heath im Südwesten des Parish.

Indizien für prähistorische menschliche Besiedlung im Parish sind etwa 30 Round Barrows, von denen die Hälfte auf Kreide-Untergrund errichtet wurde und die andere Hälfte über so genannten „Reading Beds“ der Lambeth Gruppe. Viele dieser Tumuli wurden in jüngerer Zeit beschädigt. Die Überreste von Strip Lynchets (Ackerterrassen) keltischer Felder wurden in der Nähe der Barrows entdeckt. Einer der drei „Rainbarrows“ in Duddle Heath wurde ausgegraben und die „Eimerurnen“ mit Brandbestattungen werden im Dorset County Museum aufbewahrt.
Die Römerstraße zwischen Durnovaria (Dorchester) und den Badbury Rings verlief durch das Gebiet des heutigen Parish; sie verlief auf einer WSW-ONO-Route durch Puddletown Heath, zwischen Puddletown Village und dem Frome. Erst in unserem Jahrhundert wurde ein Abschnitt der originalen Straße im Puddletown Forest entdeckt, der 26 m (85 ft) breit war.
Ein Teil eines Steinkreuzes aus dem 9. oder 10. Jahrhundert wurde entdeckt, als Styles House am River Piddle abgerissen wurde. Das Kreuz könnte Teil eines Versammlungsortes gewesen sein. Das Fragment wurde im Chor der Pfarrkirche integriert, als dieser 1911 erneuert wurde.
Das Domesday Book von 1086 führt Puddletown als großes und wichtiges Manor, zu dem mehrere Dörfer gehörten mit 1600 Schafen.
Außer Puddletown selbst sind die kleineren Siedlungen sämtlich geschrumpft und verschwunden. Bekannte Siedlungen waren noch Cheselbourne Ford (am Devil’s Brook im Nordosten des Parish), Bardolfeston (etwa 1 km nordöstlich von Puddletown Village, nördlich des River Piddle), Hyde (heute: Druce Farm), Waterston, South Louvard (Higher Waterston), Little Piddle (Little Puddle Farm im benachbarten Piddlehinton Parish) und Ilsington (im Süden des Parish am Frome). Cheselbourne Ford und Bardolfeston sind nur noch Wüstungen. Cheselbourne Ford hatte 1086 eine Einwohnerschaft von 6 Personen, 1327 nur noch 4 und Mitte des 17. Jahrhunderts war es verlassen. 1970 konnten noch Spuren des Ortes nachgewiesen werden. Die Überbleibsel waren auf einer Fläche von ca. 6 ha verstreut und bestanden aus zehn Einhegungen, die von niedrigen Banketten begrenzt waren. Auf modernen Ordnance-Survey-Karten gibt es keine Einträge mehr. Die Aufzeichnungen legen nahe, dass auch Bardolfeston schon im 13. Jahrhundert schrumpfte und obwohl es im 16. Jahrhundert noch bewohnt war, war es Anfang des 17. Jahrhunderts verlassen. Sein Standort ist gut erhalten. Das Gebiet umfasst ca. 6 ha und zeichnet sich durch einen 12 m breiten (40 ft) Hohlweg, der von Südwesten nach Nordosten verläuft und entlang dessen die Spuren von mindestens elf Gebäuden zu finden sind. Das Südende der Stelle wurde allerdings zerstört, als entlang des Flusses Wiesenbewässerung angelegt wurde. Die Stelle von Waterston besteht aus Erdwerken auf 2 ha Fläche auf einer Flussterrasse am Südufer des River Piddle. Die Bevölkerung war durch das Mittelalter hindurch relativ stabil und noch 1662 wurden zehn Haushalte verzeichnet.
Im frühen 17. Jahrhundert war Puddletown einer der ersten Orte in Dorset, wo die Wiesenbewässerung (watermeadow) eingeführt wurde. Die Bewirtschaftungsform begann um 1620 und 1629 entschied der Manorial Court, dass es einigen Landleuten erlaubt sein sollte, die notwendigen Wasserläufe anzulegen um für „die Bewässerung und Verbesserung ihrer Felder zu sorgen“ (the watering and Improvinge of theire groundes). Wiesenbewässerung wird mittlerweile nicht mehr angewandt, aber Teile der Bewässerungsanlagen sind noch erkennbar; Im Civil Parish von Puddletown wurden mehrere Gebiete von Watermeadows bis 1978 in Karten verzeichnet. 2010 waren diese Einträge verschwunden.

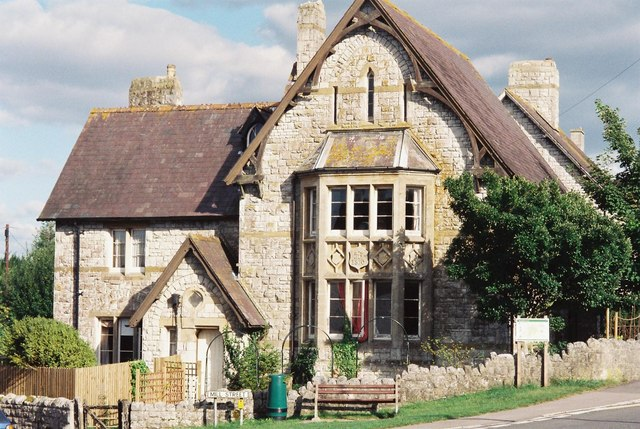
Der Reading Room der Brymer-Familie.

Aufzeichnungen von 1801 zeigen, dass zu dieser Zeit Landwirtschaft der Hauptzweig der Wirtschaft war, es gab allerdings auch „Cottage Industry“ (Heimindustrie) und Handwerksbetriebe: 596 Personen im Parish waren hauptsächlich in der Landwirtschaft beschäftigt, 221 waren Handwerker, Manufakteure oder Händler. Die Cottage Industry wurde meistens von Frauen und Kindern ausgeführt und diente zum Erwerb zusätzlichen Einkommens, die Möglichkeiten ließen allerdings nach der Französischen Revolution nach.
1830 war Puddletown einer der Orte in Dorset, wo Landarbeiter an den Captain Swing riots in Süd-England beteiligt waren. Sie protestierten gegen Hungerlöhne und lange Arbeitszeiten. Dreschmaschinen wurden beschädigt und Heulager (ricks) angezündet. Daraufhin wurden die Löhne von sechs oder sieben Schillingen pro Woche auf zehn angehoben.
Östlich der Kirche steht Ilsington House (Old Manor) aus dem späten 17. bis frühen 18. Jahrhundert. Ursprünglich gehörte es dem 3rd Earl of Huntingdon und ab 1724 Robert Walpole. Zwischen 1780 und 1830 wurde es an General Thomas Garth, den damaligen Rittmeister (principal equerry) von Georg III. verpachtet. Der General adoptierte König George III. illegitimen Enkel von Princess Sophia, und erzog ihn im Herrenhaus. 1861 wurde das Haus von John Brymer erworben und blieb ein Jahrhundert lang im Besitz der Brymer-Familie. Die Familie baute neue Cottages und einen Reading Room im Dorf, sowie ein neues Herrenhaus an der Kirche.

## Verwaltung
Im Parlament des Vereinigten Königreichs gehört Puddletown zur Wahlkreis West Dorset, die momentan von Oliver Letwin als Abgeordnetem der Conservative Party vertreten wird. Vor Ort gehört Puddletown zum Dorset County Council auf der oberen Ebene, zum West Dorset District Council auf der zweiten Eben und zum Puddletown Area Parish Council auf niederster Ebene.
In den 24 Wahlbezirken von West Dorset gehört Puddletown zum Puddletown ward. In County Council-Wahlen gehört Puddletown zur Linden Lea Electoral Division.

## Bevölkerung
Im United Kingdom Census 2011 wurde Puddletown Parish zusammen mit dem kleinen Parish Athelhampton im Osten veranlagt; damals wurden 663 Wohngebäude gezählt, sowie 614 Haushaltungen und eine Bevölkerung von 1405. 2014 wurde die Bevölkerung von Puddletown civil parish auf 1452 geschätzt.

## Gebäude
Neben den alten Erdanlagen werden 56 „Structures“ innerhalb des Parish als Listed building von Historic England aufgeführt. Dazu gehören zwei (die Pfarrkirche und Waterston Manor) die in Grade I eingestuft wurden und drei (Ilsington House, The Old Vicarage und 8 The Square) in Grade II*.

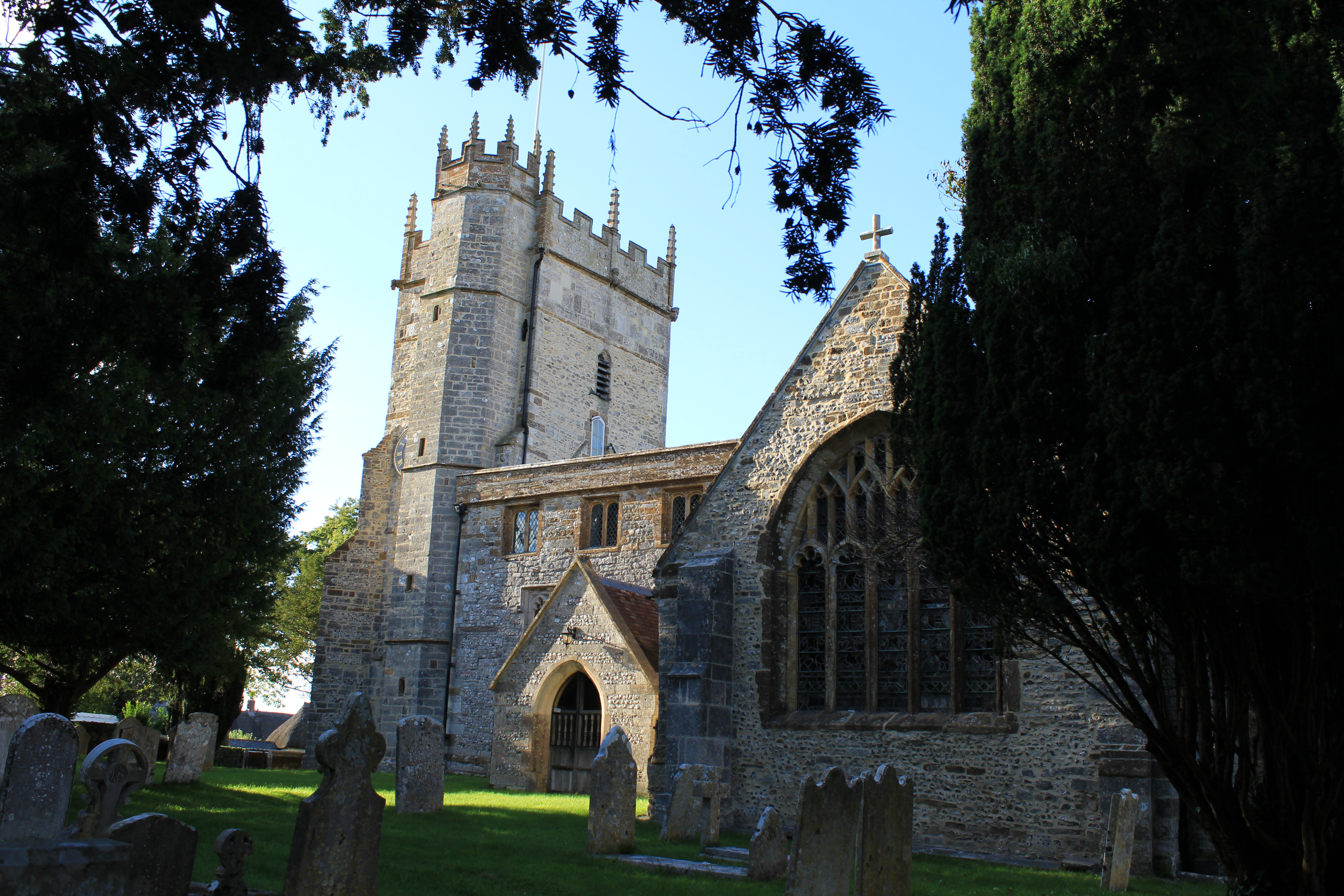
Parish Church St Mary.

Puddletowns Pfarrkirche, die Maria geweiht ist, wurde als „besonders architektonisch interessant“ eingestuft aufgrund der besonderen Ausstattung und Denkmale, sowie als eine der „aufregendsten Pfarrkirchen im County“. Sie verfügt über Teile im Turm, die aus dem 12. Jahrhundert stammen und der Turmbau wird auf 1180–1200 datiert. Er wurde jedoch zwischen dem 13. und 16. Jahrhundert erneuert. Das Taufbecken aus dem 12. Jahrhundert ist besonders bemerkenswert, da es die Form eines konischen Bechers (tapering beaker) mit Damaszierung aus gekreuzten Stämmen und Acanthusblätter zeigt; Der Deckel ist eine achteckige Pyramide von ca. 1635, aus der Zeit der Innenerneuerung der Kirche. Es gibt eine hölzerne Deckenverschalung im Kirchenschiff und Kirchenbänke (box pews) aus dem 17. Jahrhundert, sowie eine Kanzel und eine Galerie. Daneben verfügt die Kirche über eine Anzahl Monumentalbronzen aus dem 15. und 16. Jahrhundert, sowie einige Buntglasfenster von Ninian Comper. Die Südkapelle („Martyn family chapel“) verfügt über drei Grabmale aus dem 16. Jahrhundert mit Alabasterfiguren. 1910 wurde die Kirche teilweise im Stil der Victorian restoration von Charles Ponting erneuert. Thomas Hardy führte damals den erfolglosen Kampf gegen eine Vergrößerung des Altarraumes.
Waterston Manor, etwa 1,5 mi (2,4 km) westnordwestlich von Puddletown Village, stammt aus dem frühen 17. Jahrhundert, wurde aber nach einem Brand 1863 wiederaufgebaut, und nochmals um 1911 umgebaut.
Ilsington House stammt aus dem späten 17. oder frühen 18. Jahrhundert, mit Veränderungen aus dem späten 18. bis frühen 19. Jahrhundert und einer Erweiterung im 19. Jahrhundert. Es besitzt verputzte Ziegelmauern, Ecksteine aus Werkstein (ashlar) und ein Walmdach. 2000 errang es den „Dorset Architectural Heritage Award“.
Die Old Vicarage (Altes Pfarrhaus), ein Gebäude, das ehedem nur der Ostflügel der Vicarage war, war ursprünglich ein Holzfachwerkbau aus der Zeit um 1600. Sie wurde im 18. Jahrhundert mit Ziegeln verkleidet (nachdem die Vicarage 1722 nach Westen erweitert worden war) und im 19. Jahrhundert kam ein drittes Stockwerk hinzu. Die Erweiterung von 1722 wurde zum Gebäude 8 The Square und gilt als separates Gebäude.

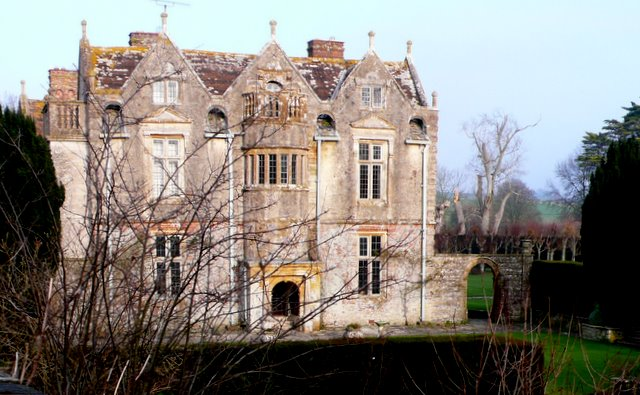
Waterston Manor, das Vorbild für Weatherbury Farm in Far from the Madding Crowd.

## Dorfgemeinschaft
Puddletown hat eine Village Hall, mit Ausstattung einer Küche und Bar und 100 bis 160 Plätzen. Seit 2013 befindet sich dort auch Puddletown Community Library, die von Ehrenamtlichen betreut wird. In der Athelhampton Road gibt es eine Arztpraxis (doctor’s surgery). darüber hinaus gibt es im Ort einen Sportplatz an Three Lanes Way mit grass cricket pitch und zwei Football Pitches.

## In der Literatur
Puddletown ist Vorbild für das Dorf „Weatherbury“ in Thomas Hardys Roman Far from the Madding Crowd. Weatherbury Farm, das Hause von Bathsheba Everdene, ist nach dem Vorbild von Waterston Manor gestaltet. Hardys Cousine, Tryphena Sparks, der das Gedicht Thoughts of Phena at News of Her Death gewidmet ist, lebte in Puddletown.
In J. K. Rowlings Harry-Potter-Reihe gibt es das Quidditch-Team „Puddlemere United“ als Team aus der Nähe von Puddletown, wo die Figur Oliver Wood ibald nach seiner Zeit in Hogwarts aufgenommen wird.

## Persönlichkeiten
- Reginald Pole (1500–1558), der letzte römisch-katholische Erzbischof von Canterbury, wirkte von 1532 bis 1536 als Vicar in der Gemeinde.
- Ralph Wightman (1901–1971), Schriftsteller und Fernsehreporte, lebte im 8 The Square.[6][14]
- Constantine Fitzgibbon (1919–1983), Eigentümer von Waterston Manor.[55]